# 濫用
濫用（らんよう、乱用）とは、あること（権利や権限など）やものなどを濫（みだ）りに用いること。特に権利、権限の行使について用いられ、ある権限を与えられた者が、その権限を本来の目的とは異なることに用いることをさすことが多い。
「乱用」は漢字制限による同音の漢字による書きかえの表記であり、新聞等では「乱用」が好まれる。これは「濫」の字が1954年（昭和29年）の当用漢字補正資料（あくまでも国語審議会の試案であり実際の内閣告示などではない）では当用漢字表外字となる予定であり、日本新聞協会が加盟社に対し「1954年4月1日から一斉にこれを採用する」としたことが影響していると考えられる。（参考：「新聞協会報」1954年3月22日）

## 憲法
日本国憲法12条で規定する。

## 民法

### 概説
民法1条3項で規定する。
日本民法で「濫用」の文字を初めて使用したのは、親権濫用についての旧896条（現民法834条）である。
直接には濫用という言葉こそ使わないものの、権利の行使の限界に関して一般的規定を設けた最初の法典は、1794年のプロシア普通国法（プロイセン一般ラント法）である。これは、ドイツの通説によれば、他人を害する目的でなされた権利行使に限って個別的・例外的に禁止するというローマ法におけるシカーネ禁止法理と同様の立場を採ったものと説明されている。
このような個人の権利行使の限界を定める法理は、アンシャン・レジームに対する反動としてフランス民法典でいったん否定されたが、過度の自由主義の弊害が明らかとなったことから19世紀半ばにはフランスで学説として主張されていた「権利濫用」の法理が判例によって採用され始め、ドイツ民法やスイス民法も明文で立法化するなど、権利濫用は20世紀に入って重要な法理として展開されるようになる。日本にもその法理が牧野英一や鳩山秀夫らによって紹介されて、判例・学説に対して大きな影響を与える。明治時代の初期においても、流水権や戸主権といった前近代的な権利について、判例はその限界を明らかにしていたが、公害が社会問題化した大正時代においては、近代的な財産権の行使についても、一般平均人の受忍限度を超えた失当な方法による不法行為責任の成立を認める信玄公旗掛松事件（大判大正8年3月3日民録25輯356頁）が現れ、これを契機として末川博らによって正面から一般法理としての権利濫用論を用いるべきと主張されて、大審院においては宇奈月温泉事件（大判昭和10年10月5日民集14巻1965頁）で初めて採用された。この宇奈月温泉事件と、それに続く二つの判例とによって、スイス民法などと同様、権利行使者に他人を害する目的がなくても権利濫用が成立しうるという原則が確立。戦後の民法改正（昭和22年法律第222号による追加）において、全ての権利についての一般法理として民法1条3項に明記された。この規定は、財産権の限界を明記した憲法29条2項、および私権の限界を明記した民法1条1項の確認規定だと説明されている。
このように、権利濫用法理は、個人の権利の絶対性を強調する古典的自由主義思想への批判的態度から出発したものであるだけに、個人の権利行使を制限して、全体主義に奉仕する危険性をもはらんでいることが指摘されている（権利濫用の濫用）。
一方英米法では、個人主義的な権利思想を維持して、大陸法におけるような全ての権利についての包括的な権利濫用禁止法理を認めていない。

### 権利濫用の要件
「権利の濫用」にあたるか否かは、権利行使者の受ける利益と相手方の受ける不利益の客観的利益衡量によるべきとするのが通説であるが、その一方で相手方の悪質な故意または重過失、あるいは公序良俗違反や信義則違反など高度の反社会性が権利濫用の判断基準として要求される場合があるのではないかという議論がある（権利濫用の濫用という事態を防ぐためである）。

### 権利濫用の効果
「権利の濫用」とされる場合には、権利行使の法的効果が否定され、他人に損害を与えた場合には不法行為として損害賠償や原状回復義務などが認められることになる。なお、親権については、親権者がこれを濫用した場合に、家庭裁判所は子の親族または検察官の請求によって、その親権の喪失を宣告することができると明文で規定されている（民法834条）。

### その他
代理権につき代理権の濫用 ( Missbrauch der Vertretungsmacht ) という論点が存在し、日本の商法学者のなかには相手方保護のため権利濫用の法理で解決すべきだと考える者がいる。

## 刑法
刑法193条および194条で規定する。
他にも、公務員の職権濫用については収賄罪や虚偽公文書作成罪等により規制を加えている。
また、国家権力の作用や国民のプライバシーや財産権を保護するために、一部の権利濫用行為が虚偽告訴罪、秘密漏示罪、横領罪や背任罪に該当する可能性がある。

## 商法
取締役等の権限濫用行為が善管注意義務違反などで損害賠償や株主代表訴訟の対象になる。

## 民事訴訟法
裁判官の濫用的な訴訟指揮に対する予防として除斥、忌避の制度がある。